# واترینگ کانت
واترینگ کانت (به هلندی: Wateringskant) یک منطقهٔ مسکونی در هلند است که در هولاندس کرون واقع شده‌است. واترینگ کانت  ۴۰ نفر جمعیت دارد.